# Лекуона, Мануэль де
Мануэ́ль Алеха́ндро Лекуо́на Эчабегу́рен (исп. и баск. Manuel Alejandro Lekuona Etxabeguren), известный как Мануэ́ль де Лекуо́на и Мануэ́ль Лекуо́на (исп. Manuel de Lekuona, баск. Manuel Lekuona; 9 февраля 1894, Оярсун, Страна Басков, Испания — 30 июля 1987, там же) — баскский писатель. Член Эускальцайндии с 1951 года. Председатель Эускальцайндии в 1967—1970 г.

## Биография
Родился 9 февраля 1894 года в семье Хосе Луиса Марии Лекуоны Эчеберрии и Франсиски Антонии Агустины Эчабегурен Инчаурраундиеты. Был крещён в тот же день.
В 1905—1916 годы учился в семинарии Витории, с 1916 по 1935 год преподавал там баскский язык и литературу. В 1917 году в Оярсуне отслужил первую мессу. С 1941 по 1955 год жил в Каталонии.
В 1951 году стал членом Эускальцайндии, в 1967—1970 г. был её председателем.

## Труды
Это незавершённый список трудов, написанных Лекуоной:
- Eun dukat (1921)
- Gabon Kantak ("Рождественские колядки", 1933)
- Literatura oral euskérica ("Баскская устная литература", 1935)
- Gorotzika'tik Gurutzeaga'ra (1951)
- Iesu Aurraren bizitza ("Жизнь Младенца Иисуса")
- Gero (1954)
- Jesusen jaiotza edertian ("Рождение Иисуса в красоте")
- Romanikoa Gipuzkoa'n ("Романский стиль в Гипускоа")
- Orixe'ren Euskaltzaindian sartzea

## Награды
- Премия Мануэля Лекуоны (Эуско Икаскунца, 1983)[2]
- Крест Дерева Герники (1987)